# Милон II (граф Тоннера)

Графство Тоннер (южнее Шампани)

Милон II (Milon II de Tonnerre) (920/35 — 980/92) — граф Тоннера (comes pagi Tornodorensis).
Сын Милона I (ум. до 950) и его жены Аделгардис (Аделы). Прижизненно упоминается в хартиях, датированных 950 г., 8 сентября 975 г. и июлем 980 г.
В 980 г. восстановил монастырь Сен-Мишель и вскоре удалился туда на покой, там и умер не позднее 992 года.
Жена — Ингельтруда. Согласно Europäische Stammtafeln — дочь Ангельберта I де Бриенна, по мнению Сеттипани - его сестра.
Дети:
- Ги (возможно, какое-то непродолжительное время был графом Тоннера)
- Летгарда (ум. не ранее 1016), жена графа Ришара де Бассиньи.

После смерти Милона II графами Тоннера были два человека, носившие то же имя:
- Милон III (IV) ([950/65] — 1002 или позже). Он был или старшим сыном Милона II, или его внуком от не известного по имени сына, умершего в молодом возрасте. Упоминается в хартиях, датированных 992, 997 и 997/1005 годами. Отец Ренара (Рено) (980/990 — 1039/40) — графа Тоннера.
- Милон III (IV), сын вышеупомянутого Ги, внук Милона II, отец Милона V (995/1005 — ок. 1046).

Решить, кого из них считать Милоном III, а кого - Милоном IV, не представляется возможным из-за отсутствия более-менее точной хронологии. Существует некоторая вероятность того, что они оба - одно и то же лицо. Однако против этой версии говорит то, что у них были разные сыновья: у первого - Ашар, Эд и Ренар, у второго - Милон и Ги.